# Cataenococcus rotundus
Cataenococcus rotundus är en insektsart som först beskrevs av Morrison 1922.  Cataenococcus rotundus ingår i släktet Cataenococcus och familjen ullsköldlöss.
Artens utbredningsområde är Guyana. Inga underarter finns listade i Catalogue of Life.